# Ruggero Settimo
Ruggero Settimo (ou Ruggiero Settimo) est un militaire et un homme politique libéral modéré sicilien né le 19 mai 1778 à Palerme et mort le 12 mai 1863 à Malte.
Attaché à sa Sicile natale, Ruggero Settimo est de tous les combats militaires et politiques. Il affronte les Français pendant la période révolutionnaire et devient contre-amiral de la flotte bourbonienne, il rejoint le mouvement libéral et soutient la promulgation de la Constitution de 1812. Il est ministre du royaume des Deux-Siciles, fonction dont il démissionne peu de temps après l'abrogation de la Constitution de la Sicile. Pendant la révolution sicilienne de 1848, il est à la tête du gouvernement avant de devenir, après l'unité italienne, président du Sénat du royaume d'Italie.

## Biographie

### Formation
Ruggero Settimo est né à Palerme dans une famille d'origine noble, appartenant à la famille des princes de Cavalieri et des marquis de Giarratana.
Il est formé à l'Académie de la Marine royale des Bourbons des Deux-Siciles à Naples et il devient officier dans la flotte officielle bourbonienne où il combat les pirates barbaresques.

### Campagnes militaires
La révolution française provoque la coalition des états monarchiques contre elle. Aux côtés de la flotte britannique dans la mer Méditerranée, Settimo combat les Français de Napoléon Bonaparte, notamment lors du siège de Toulon en 1793. Il participe à la reprise de l'île de Malte, et défend la ville de Gaeta, près de Naples.

### Carrière politique
En 1798, devant l'avancée des Français, le roi Ferdinand III de Sicile quitte Naples et se réfugie à Palerme. Les Siciliens sont satisfaits des assurances données par Ferdinand dans son discours d'ouverture de la session parlementaire de 1802 et de son intention de maintenir la cour à Palerme. En fait, Ferdinand et sa cour n'attendent que le moment propice pour retourner à Naples, et en juin 1802, à la suite des accords avec Napoléon, ils rejoignent le continent. En 1806, après l'invasion française, Ferdinand est de retour à Palerme où l'accueil est très différent. En 1810, Ferdinand réunit le parlement sicilien afin d'obtenir l'aide nécessaire afin de conserver son royaume menacé par les Français.
C'est alors que Settimo met fin à sa carrière dans la marine pour se consacrer à la politique, et il devient rapidement le principal représentant du parti libéral en Sicile.
Lord William Bentinck, le commandant des troupes britanniques en Sicile, impose à Ferdinand de promulguer la Constitution, tandis que son fils François est nommé régent le 16 janvier 1812. Un nouveau gouvernement est instauré, auquel prennent part les notables siciliens. À la demande de Lord Bentinck, Settimo devient ministre de la Marine (1812-13) puis de la guerre (1813) du royaume de Sicile.
Par le traité de Casalanza (it) et le congrès de Vienne en 1815 qui scelle la restauration de monarques européens sur les trônes qu'ils ont perdus durant les guerres napoléoniennes, Ferdinand obtient la restitution du royaume de Naples, qu'il avait perdu en 1806. La loi fondamentale du royaume des Deux-Siciles du 8 décembre 1816 réunit les territoires.
Après le retour de Ferdinand Ier de Bourbon, Settimo démissionne et entre dans l'opposition. Il est parmi ceux qui réclament le rétablissement de la constitution de la Sicile de 1812, abolie en 1816.

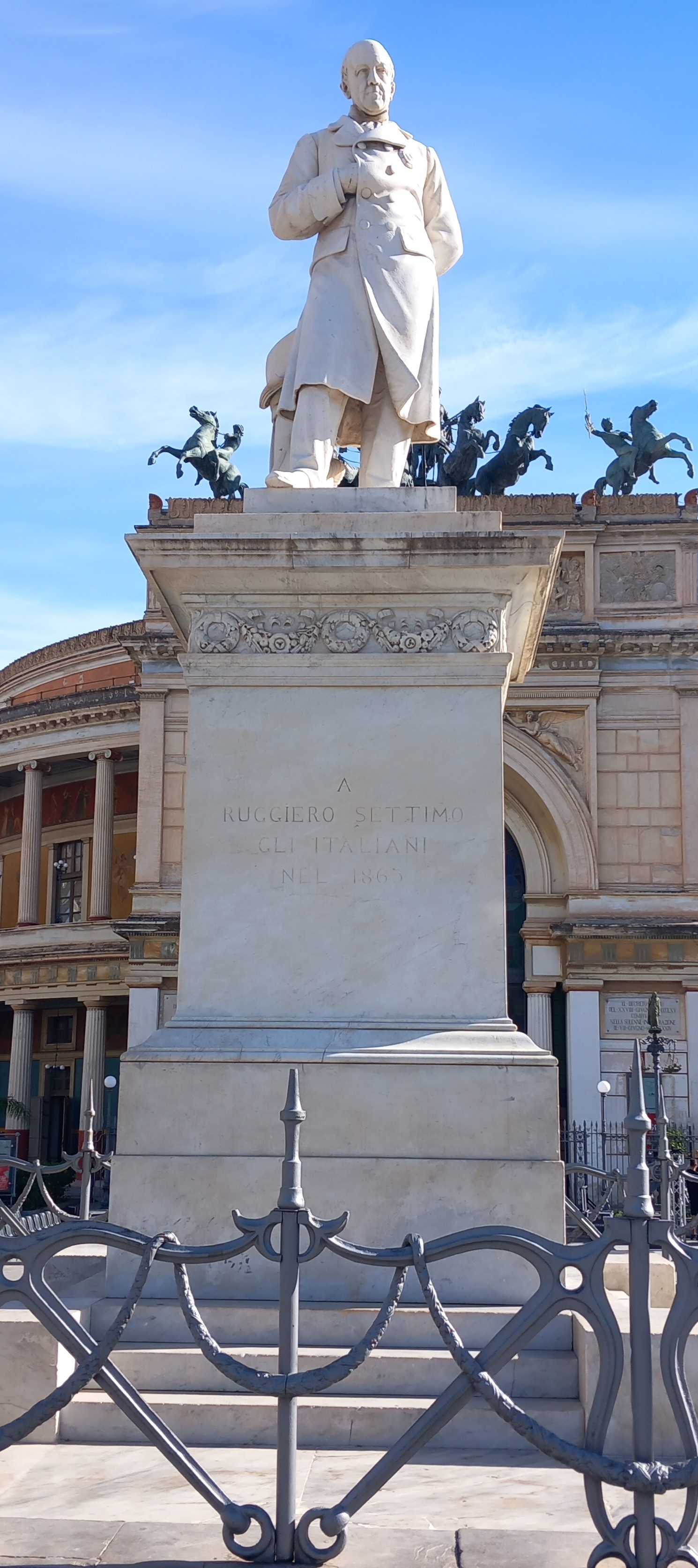
Statue de Ruggero Settimo à Palerme

### Révolte de 1820
Dans la mouvance du coup d'état à Naples, l'île connait un sentiment de protestation lié à la suppression de royaume de Sicile au profit du nouveau royaume et la suppression de la constitution. Aussi, le 15 juin 1820, les indépendantistes s'insurgent. Settimo est membre du gouvernement institué à Palerme mené par le prince Paternò Castello et Giuseppe Alliata di Villafranca qui déclare l'indépendance envers Naples. Le gouvernement qui comprend aussi le père Palermo de l'ordre des Théatins, le colonel Resquens, le marquis Raddusa et Giuseppe Tortorici ré-instaure la Constitution de 1812, soutenu en cela par les Britanniques. Le 7 novembre 1820, Ferdinand envoie une armée de 6 500 soldats auxquels s'ajoutent les garnisons de la partie orientale de la Sicile qui n'adhèrent pas à la révolte.
Settimo est proposé comme lieutenant général de la junte provisoire, mais il refuse et offre le poste au prince della Scaletta. Il est cependant membre de la commission chargée de traiter avec la flotte napolitaine arrivée à proximité de l'île sous le commandement de l'amiral Giovanni Bausan.
L'armée assaillante aux ordres du général Florestano Pepe, remplacé ensuite par le général Pietro Colletta, reconquiert la Sicile à l'issue de combats sanglants. La monarchie et l'autorité du gouvernement de Naples sont rétablis.
Alors que l'Autriche, qui suit les événements et s'oppose à tout régime constitutionnel, organise une expédition commandée par le général Frimont, Settimo tient un rôle de premier plan. Le 26 février 1821, il préside la commission composée de sept membres (un par province) qui doit proposer une constitution aux Napolitains et aux Siciliens. Cet engagement lui vaut l'opposition des libéraux siciliens. Le projet de constitution reconnait que l'unité politique ne nécessite pas une uniformité des systèmes et des méthodes d'administration. Le document est signé le 14 avril sous le nom de atto di soggezione. Cependant il est trop tard, les Autrichiens entrent dans Naples le 23 mars et dans Palerme le 31 mai, réprimant les libéraux.
Settimo prend de la distance avec la vie politique tout en se consacrant, en 1832, à la commission centrale de la santé publique. En 1835, il devient membre honoraire de l'Institut pour l'encouragement de l'agriculture, des arts et manufactures de la Sicile. Il s'engage aussi dans la fondation et l'organisation de l'Institut agricole Castelnuovo. Il est mis, au cours de ces années, sous étroite surveillance par le régime.

### Chef du gouvernement en 1848
Une nouvelle révolution populaire éclate à Palerme en janvier 1848, emmenée par Rosolino Pilo et Giuseppe La Masa et soutenue par la franc-maçonnerie libérale qui combat l'absolutisme monarchique. Elle reçoit l'appui des Britanniques qui souhaitent étendre leur influence sur le bassin méditerranéen. Pour contrer le mouvement populaire, Settimo, accompagné de son ami Mariano Stabile, organise une garde nationale composée de bourgeois et de nobles et institue, le 2 février 1848, un comité général révolutionnaire qui tient le rôle de gouvernement provisoire. Settimo occupe le poste de président du comité insurrectionnel, avec Stabile secrétaire général. Le gouvernement est accompagné par Vincenzo Fardella di Torrearsa et Francesco Paolo Perez. Settimo se positionne entre les idées républicaines de Pasquale Calvi et celles pro-monarchistes de Fardrum di Torrearsa. Le 10 mai, il est déclaré « père de la patrie sicilienne » et le 10 juillet, il est nommé lieutenant général de l'armée nationale sicilienne.
Les libéraux dont Pasquale Calvi et Settimo soutiennent une Sicile indépendante de Naples et confédérée selon l'idée de Vincenzo Gioberti à la condition, toutefois, que la Constitution sicilienne soit respectée. Finalement, le parlement choisit d'offrir la couronne de l'île au duc de Gênes Ferdinand de Savoie, qui serait devenu le roi de l'île sous le nom de Albert Amédée Ier de Sicile, ce qu'il refuse.
La Sicile, après le refus du duc de Gênes, forme un gouvernement qui devient rapidement instable. Ferdinand II des Deux-Siciles envoie 16 000 hommes contre l'île afin de la reconquérir. Le roi Ferdinand fait bombarder la ville de Messine, ce qui lui vaut le surnom de « re Bomba » (le roi bombe). Le 15 mai 1849, Palerme tombe et avec elle toute l'île : l'espoir de garder en vie un État indépendant s'évanouit définitivement. Les dirigeants de la révolution partent en exil et Settimo, exclus de l'amnistie, fuit à Malte, alors territoire britannique, avec le navire HMS Bulldog, où il est reçu avec les honneurs d'un chef d'État.

### Président du Sénat de l'Italie
L'homme d'État sicilien passe ses années d'exil sur l'île de Malte. À l'issue de l'expédition des Mille, en mai 1860, quelques heures après avoir pris la fonction de dictateur de la Sicile, à Salemi, Garibaldi envoie à Settimo un message lui demandant de revenir sur l'île, mais à cette époque il ne le peut pour des raisons de santé. Il revient lorsque la Sicile est annexée au royaume d'Italie en octobre 1860. Il approuve l'annexion par plébiscite au royaume d'Italie.
Settimo est nommé sénateur le 20 janvier 1861 et se voit offrir la charge de président du nouveau Sénat du royaume au cours de la VIIIe législature, qu'il dirige du 18 février 1861 jusqu'à sa mort, qui a lieu à Malte, le 29 mai 1863.
Au cours des derniers mois de sa vie, il se trouve impliqué dans une polémique qui le remplit d'amertume. Alors que Settimo est à Malte, il participe à une souscription pour combattre le brigandage. Sa contribution, cependant, choque le clergé maltais et l'ensemble de la presse catholique, qui ne reconnaît pas la légitimité du nouvel État italien et estime que les brigands sont les défenseurs des droits de la dynastie bourbonienne sur le sud de l'Italie. L'évêque de La Valette menace de le priver de la possibilité de recevoir les sacrements. Initialement, Settimo refuse avant d'accepter de signer une lettre indiquant qu'il ne veut pas offenser, de quelque manière, la personne du Pape.
Il meurt peu de temps après. Après l'enterrement solennel, célébré dans la cathédrale de La Valette, un navire de guerre porte son corps à Palerme, où il est placé dans l'église de San Domenico, le panthéon des hommes illustres siciliens.

## Hommages
Il vit et travaille pendant quelques années à Caltanissetta, où un lycée porte son nom. À Palerme, l'une des principales rues de la ville lui est consacrée et sa statue trône devant le théâtre Politeama.

## Distinctions
| : Chevalier grand-croix de l’ordre des Saints-Maurice-et-Lazare |
| : Chevalier de l’ordre suprême de la Très Sainte Annonciade     |

### Source de la traduction
- (it) Cet article est partiellement ou en totalité issu de l’article de Wikipédia en italien intitulé « Ruggero Settimo » (voir la liste des auteurs).